# Georges Beaucourt
Georges Beaucourt (Roubaix, Francia, 15 de abril de 1912, † Francia, 27 de febrero de 2002) fue un futbolista y entrenador francés. Se desempeñaba en posición de defensa.

## Selección nacional
Fue internacional con la Selección de fútbol de Francia en una ocasión, partido jugado el 13 de diciembre de 1936 que acabaría con victoria de los franceses 1-0 contra la Selección de fútbol de Yugoslavia.

## Clubes

### Jugador
| Club              | País    | Año         |
| ----------------- | ------- | ----------- |
| Olympique Lillois | Francia | 1928 - 1938 |
| Lens              | Francia | 1938 - 1943 |

### Entrenador
| Club | País    | Año         |
| ---- | ------- | ----------- |
| Lens | Francia | 1940 - 1942 |

## Palmarés

### Campeonatos nacionales
| Título  | Club              | País    | Año  |
| ------- | ----------------- | ------- | ---- |
| Ligue 1 | Olympique Lillois | Francia | 1933 |